# Mistrzostwa Świata w Kajakarstwie Górskim 2009
32. Mistrzostwa świata w kajakarstwie górskim odbyły się w dniach 10–13 września 2009 roku w katalońskiej miejscowości La Seu d’Urgell, w kompleksie Parc Olímpic del Segre. Zawodnicy rywalizowali w ośmiu konkurencjach: czterech indywidualnych i czterech drużynowych.

## Końcowa klasyfikacja medalowa
| Miejsce | Państwo         | Złoto | Srebro | Brąz | Razem |
| ------- | --------------- | ----- | ------ | ---- | ----- |
| 1       | Słowacja        | 3     | 3      | 0    | 6     |
| 2       | Francja         | 1     | 2      | 0    | 3     |
| 3       | Niemcy          | 1     | 1      | 2    | 4     |
| 3       | Wielka Brytania | 1     | 1      | 2    | 4     |
| 5       | Słowenia        | 1     | 0      | 1    | 2     |
| 6       | Czechy          | 1     | 0      | 0    | 1     |
| 7       | Hiszpania       | 0     | 1      | 3    | 4     |

## Medaliści
| Konkurencja:           | Złoto: | Srebro:                                                                                               | Brąz: |
| C-1 mężczyzn           | Tony Estanguet                                                                                                   | Michal Martikán                                                                                       | Jan Benzien |
| C-1 drużynowo mężczyzn | Słowacja · Michal Martikán · Alexander Slafkovský · Matej Beňuš                                                  | Francja · Nicolas Peschier · Tony Estanguet · Denis Gargaud Chanut                                    | Hiszpania · Jordi Domenjó · Jon Ergüín · Ander Elosegi                                                                |
| C-2 mężczyzn           | Słowacja · Pavol Hochschorner · Peter Hochschorner                                                               | Słowacja · Peter Škantár · Ladislav Škantár                                                           | Słowenia · Luka Božič · Sašo Taljat                                                                                   |
| C-2 drużynowo mężczyzn | Słowacja · Peter Hochschorner i Pavol Hochschorner · Peter Škantár i Ladislav Škantár · Ján Bátik i Tomáš Kučera | Niemcy · Stefan Henze i Marcus Becker · David Schröder i Frank Henze · Robert Behling i Thomas Becker | Wielka Brytania · David Florence i Richard Hounslow · Etienne Stott i Timothy Baille · Colin Radmore i Daniel Goddard |
| K-1 mężczyzn           | Peter Kauzer | Boris Neveu                                                                                           | Carles Juanmartí |
| K-1 drużynowo mężczyzn | Czechy · Vavřinec Hradilek · Ivan Pišvejc · Michal Buchtel                                                       | Wielka Brytania · Campbell Walsh · Huw Swetman · Richard Hounslow                                     | Hiszpania · Guillermo Díez-Canedo · Carles Juanmartí · Joan Crespo                                                    |
| K-1 kobiet             | Jasmin Schornberg                                                                                                | Maialen Chourraut                                                                                     | Elizabeth Neave |
| K-1 drużynowo kobiet   | Wielka Brytania · Elizabeth Neave · Laura Blakeman · Louise Donington                                            | Słowacja · Gabriela Stacherová · Elena Kaliská · Jana Dukátová                                        | Niemcy · Claudia Bär · Jasmin Schornberg · Jacqueline Horn                                                            |